# Bárány Róbert
Bárány Róbert (Bécs, 1876. április 22. – Uppsala, 1936. április 8.) magyar származású osztrák orvos, egyetemi tanár. 1914-ben a belső fület érintő kutatásaiért orvosi Nobel-díjat kapott.

## Élete
Édesapja, Bárány Ignác várpalotai zsidó családból származott, még fia születése előtt vándorolt ki Bécsbe, ahol banktisztviselőként dolgozott. Édesanyja, Maria Hock egy ismert prágai zsidó tudós lánya volt. Róbert volt hat gyerekük közül a legidősebb. Gyerekkorában csonttuberkulózist kapott; emiatt térdízülete maradandóan merev maradt, bár ez nem akadályozta abban, hogy rendszeresen teniszezzen vagy hegyet másszon. 1900-ban a Bécsi Egyetemen szerzett orvosi diplomát, majd Frankfurtban, Heidelbergben és Freiburgban belgyógyászati és pszichiátriai tanulmányokat folytatott. 1905-től a bécsi orvosi egyetem fülészeti klinikáján dolgozott az osztrák fülgyógyászat megalapítója, Adam Politzer munkatársaként. Munkája elismeréseként 1909-ben docensi kinevezést kapott.

## Munkássága
Egy egyszerű klinikai tapasztalat terelte figyelmét a belső fülben lévő egyensúlyszervre. Betegeinél sokszor végzett fülöblítést, amelynek során a páciensek gyakran elszédültek. Kiderült, hogy ez az öblítőfolyadék hőmérsékletével függött össze. Langyos vízzel öblítve nem szédült el a beteg, míg hideg, illetve túl meleg vízzel öblítve szédülés jelentkezett. Ennek magyarázata az, hogy a belső fül ívjárataiban keringő nyirokfolyadék hőmérséklete körülbelül 37 °C. Ez a folyadék hőmérséklet-változásokra áramlani kezd és hideg, illetve meleg hatásra más és más ívjáratokba áramlik, ami szédülést vált ki. Ezzel tulajdonképpen a testhelyzetünkről való tájékozódás szenved zavart, és ezt a szemtekerezgés a (nystagmus) jelzi.
A jelenség egy élettani reflexmechanizmusnak felel meg, és Bárány-féle kalorikus reakciónak nevezik. Hiánya kóros, mivel a fülben zajló beteges (főleg gyulladásos) folyamatok ívjáratokra terjedését jelzi. Az élettani folyamat összefügg a tengeribetegség jelenségével is. Nobel-díjat is a füllel és az egyensúly-érzékeléssel kapcsolatos munkásságáért kapott, 1914-ben: az elismerést a „vesztibuláris apparátus (egyensúlyszerv) fiziológiájával és kórtanával kapcsolatos munkáiért” ítélték oda.

## Élete a Nobel-díj után
Az első világháború kitörésekor rokkantsága és biztos orvosi állása ellenére önként jelentkezett a frontra. Przemyślben, a várkórházban dolgozott civil önkéntes orvosként és miután az oroszok az erődöt 1915-ben elfoglalták, fogságba esett. Az iráni határ mellett egy turkesztáni hadifogolytáborban tartották, ahonnan 1916-ban a svéd kormány közbenjárására szabadult ki.
Visszatért szülővárosába, ahol azonban nem maradhatott, kollégái még tudós mivoltát is kétségbe vonták, nem engedték professzori székhez jutni, és etikai vétségben is elmarasztalták. Svédországba távozott, ahol 1926-tól haláláig az Uppsalai Egyetem fül-orr-gégészeti tanszékének tanszékvezető egyetemi tanára volt. Világháborús tapasztalatai alapján kidolgozta a friss lőtt sebesülések sebészeti ellátási módszereit, valamint műtéti eljárást javasolt az idült homloküreg-gyulladás gyógyítására.
Ott is hunyt el, két héttel hatvanadik születésnapja előtt.

## Eredményei, elismerései
Bárány egész munkássága tulajdonképpen a fülészet és az ideggyógyászat határterületén zajlott. Az általa kifejlesztett Bárány-féle forgószéket napjainkban is használják utazási betegség kezelésekor, pilótatréning során és egyensúlyvizsgálathoz.
A Nobel-díjon túl munkásságát több magas szakmai kitüntetéssel is elismerték, így Politzer-díjjal (Boston, 1912), Guyot-díjjal (Groningen, 1914), a svéd Orvostársaság Jubileumi Érmével (1925).

## Emlékezete
Magyarországon a közvélemény előtt kevéssé ismert személye, nevét nem őrzik intézmények, közterületek sem. Leginkább Kertész Imre Nobel-díja terelte a figyelmet a korábbi, magyar származású díjazottra. Svédországban azonban már 1960-ban megalakult a Bárány Társulat, mely szimpóziumait ötévenként tartja. Karinthy Frigyes is hivatkozik az egyik, Bárány által kifejlesztett eljárásra az Utazás a koponyám körül című művében. Bárány Róbert 1909-ben feleségül vette Ida Felicitas Bergert. Három gyerekük született, valamennyien gyógyító hivatást választottak: Ernst gyógyszerész, Franz belgyógyász, Ingrid pedig pszichiáter lett. Egyik unokája, Anders Bárány fizikusként mint a fizikai Nobel-díj bizottságának titkára számos kitüntetés odaítélési folyamatának lehetett részese.